# Schwieliger Dickwanst

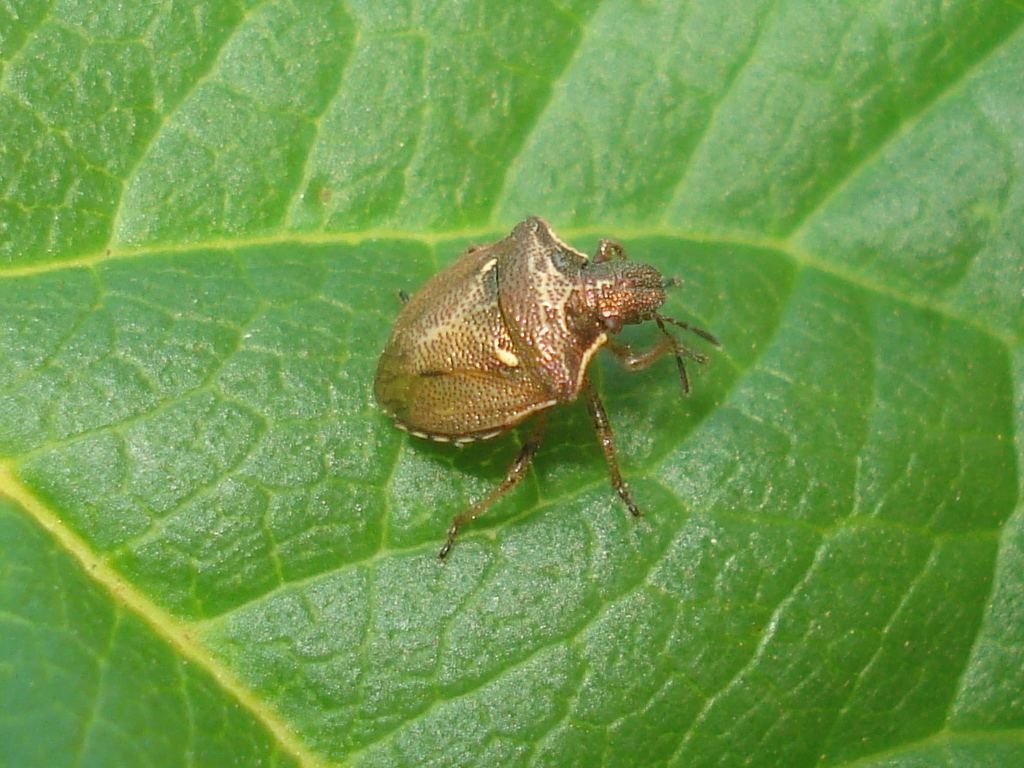
Eysarcoris aeneus

Der Schwielige Dickwanst (Eysarcoris aeneus), auch Großschwieliger Dickwanst genannt, ist eine Wanze aus der Familie der Baumwanzen (Pentatomidae).

## Merkmale
Die Wanzen werden 5,0 bis 6,0 Millimeter lang. Sie sind gelblich-braun gefärbt und leicht anhand zweier blasser Flecke je an beiden Ecken der Basis des Schildchens (Scutellum) zu erkennen.

## Verbreitung und Lebensraum
Die Art ist in Europa (mit Ausnahme des Nordens der Britischen Inseln, Skandinavien und den Norden Russlands) sowie in den Osten über Sibirien und Zentralasien bis China verbreitet. In Deutschland ist sie im Süden häufig, im Nordwesten fehlt sie fast überall und ist dort meist nur durch ältere Funde bekannt. In Österreich ist die Art überall verbreitet und häufig. Besiedelt werden verschiedene trockene bis mäßig feuchte, offene bis halbschattige Lebensräume.

## Lebensweise
Man findet die Tiere vor allem an Lippenblütlern (Lamiaceae), wie etwa Ziesten (Stachys). Ältere Nymphen und Imagines saugen aber auch an vielen anderen Nahrungspflanzen. Sie tun dies überwiegend an unreifen Samen. Die Überwinterung erfolgt als Imago an geschützten Bereichen im Boden. Die Paarung findet im Mai und Juni statt. Die Weibchen legen danach unregelmäßige Gelege mit 10 bis 20 Eiern an der Unterseite der Blätter der Nahrungspflanzen an. Die Adulten der neuen Generation treten ab August auf, Nymphen der alten Generation findet man aber auch noch im September zahlreich. Pro Jahr wird eine Generation ausgebildet.

## Belege